# Phrynus longipes
Espèce
Synonymes
- Tarantula longipes Pocock, 1894
- Tarantula thorellii Pocock, 1894

Phrynus longipes est une espèce d'amblypyges de la famille des Phrynidae.

## Distribution
Cette espèce se rencontre à Hispaniola, à Porto Rico et aux îles Vierges.

## Description
L'holotype mesure 25 mm.
Le mâle décrit par Quintero en 1981 mesure 24 mm.

## Publication originale
- Pocock, 1894 : Contributions to our Knowledge of the Arthropod Fauna of the West Indies. Part II. Chilopoda. Journal of the Linnean Society of London, Zoology, vol. 24, p. 454–544 (texte intégral).